# Smilax bockii
Smilax bockii ist eine Art der Gattung Smilax in der Familie der Stechwindengewächse mit Verbreitung in Ostasien.
Die Art war bis etwa 2006 bekannt unter dem Namen Heterosmilax japonica. Seitdem aber die ehemalige Gattung Heterosmilax als Sektion in die Gattung Smilax mit einbezogen worden ist, musste ein Ersatzname gefunden werden: die Kombination Smilax japonica war nicht möglich, sie war bereits für eine andere Art vergeben (Prioritätsprinzip). Und da auch alle anderen zur Verfügung stehenden Namen homonym waren, wurde der vorher synonymisierte Name Smilax bockii als ältester gültig beschriebener zum gültigen Namen der Art.

## Beschreibung

### Vegetative Merkmale
Smilax bockii ist eine kletternde, an anderen Pflanzen emporwindende Liane. Der Spross erreicht zwei bis sieben Meter Länge und ist etwa zwei bis sieben Millimeter dick. Er ist im Querschnitt rundlich, glatt und unbehaart und oberwärts verzweigt, die Verzweigungen 10 bis 50 Zentimeter lang. Ältere Sprosse verholzen. Die Laubblätter sind gestielt, die Blattstiele sind 1 bis 3 cm lang und bis zu einem Viertel bis Drittel geflügelt. Die Blattspreite ist vielgestaltig, meist eiförmig bis breiteiförmig oder oval-eiförmig, manchmal länger (bis lanzettlich) oder kürzer. Sie ist (3-) 5-17 (-22) cm lang und (0.7-) 2-12 (-16) cm breit. Ihre Spreitenbasis ist meist herzförmig bis ausgerandet, sie kann aber auch abgerundet, bis hin zu keilförmig, sein, die Blattspitze (Apex) ist spitz oder zugespitzt. Die Spreite kann von häutig über papierartig bis schwach ledrig sein, sie besitzt fünf vollständige Längsadern, dazwischen netznervig. Jederseits an der Basis des Blattstiels entspringt eine Ranke, diese ist an den Blättern des Hauptsprosses bis 20 Zentimeter, an denjenigen der Seitensprosse bis 7 Zentimeter lang.

### Generative Merkmale

#### Blüten
Smilax bockii ist, wie die gesamte Verwandtschaft zweihäusig (diözisch), mit männlichen und weiblichen Blüten auf verschiedenen Pflanzen. Die doldigen Blütenstände stehen in den Blattachseln, seltener in den Achseln von schuppenartigen Tragblättern, sie tragen, je nach Region, je 20 bis 50, 10 bis 40 (-50) oder sogar nur 10 bis 12 Blüten. Der Blütenstand ist 1 bis 3 (-5) Zentimeter lang gestielt, die Blütenstiele sind 2 bis 7(selten bis 11) mm lang. Die einfache Blütenhülle besteht, wie typisch für die Arten der Sektion Heterosmilax, aus einer verwachsenen, krug- bis flaschenförmigen Röhre mit drei freien Perigonzipfeln um die schmale Öffnung. Bei den männlichen Blüten ist sie im Umriss breit bis schmal verkehrteiförmig, die Perigonzipfel dreieckig. Die Filamente der männlichen Blüten sind miteinander auf ein Drittel bis zwei Fünftel ihrer Länge säulenartig verwachsen, jede männliche Blüte besitzt 3 (selten 2 oder 4) Staubblätter. Ihre länglichen Staubbeutel sind 0,5 bis 1 mm lang. Die Blütenhüllen der weiblichen Blüten sind fast kugelförmig oder eiförmig-kugelförmig, 2,5 bis 3 mm lang und 1,5 bis 2 mm breit, mit drei winzigen dreieckigen Perianthzipfeln. Die drei Narben sind aufrecht, es gibt 3 (selten bis 6) nadelförmige Staminodien.
Die Blüten erscheinen von Juni bis August.

#### Beeren
Die Beeren sind kugelförmig oder abgeflacht kugelförmig mit einem Durchmesser von 6 bis 10 (-15) Millimeter und reif schwarz gefärbt. Die Fruchtreife beginnt in China im Juli und endet im November, in Assam (Indien) von September bis Februar.

#### Chromosomenanalyse
Die Chromosomenzahl von Smilax bockii ist 2n=32.

## Verbreitung
Smilax bockii kommt in Südostasien vor, vom südlichen Japan im Osten über China bis Assam in Indien und dem nördlich angrenzenden Bhutan im Westen. In China wächst sie im Südosten des Landes, in den Provinzen Anhui, Fujian, Gansu, Guangdong, Hunan, Jiangxi, im südlichen Shaanxi, Sichuan, Yunnan und Zhejiang, sie kommt auch auf der Insel Taiwan vor. Angegeben werden außerdem Funde im Nordosten von Thailand.
Smilax bockii wächst in Höhen von Meereshöhe bis 2500 Meter, angegeben werden Vorkommen von 500 bis 1800 Metern in China bzw. 100 bis 1000 Metern in Assam. Die Art gedeiht in subtropischen bis tropischen Wäldern, bevorzugt im Halbschatten in kleinen Auflichtungen des Waldes.

## Verwendung und Inhaltsstoffe
Die Rhizome der Pflanze sind essbar. Sie schmecken süß, sind leicht verdaulich und nicht sehr groß. Smilax bockii findet in der traditionellen chinesischen Medizin Anwendung als Entzündungshemmer und als Antirheumatikum.

### Inhaltsstoffe
Smilax bockii enthält Diosgenin, ein steroides Sapogenin, welches in der Pharmazie gegen Mikroorganismen, Viren und Krebs sowie andere Erkrankungen wirksam ist. Das in den Wurzelknollen der Pflanze enthaltene steroide Saponin Dioscin (sonst weit verbreitet in Pflanzenarten der Familie der Yamswurzelgewächse) wird in der Pflanze zu Diosgenin umgeformt. Dioscin wird auf diverse medizinische Anwendungsmöglichkeiten hin untersucht.
Des Weiteren enthält Smilax bockii das Flavonoid Kaempferol, welchem eine große Palette vorbeugender gesundheitsrelevanter Aspekte gegen Entzündungen, Diabetes, Neurologische Erkrankungen sowie Herzerkrankungen in vitro und in vivo zugeschrieben werden. Neben Kaempferol und seinem Glykosid enthält Smilax bockii das Polyphenol Quercetin und Isorhamnetin, einen pflanzlichen Sekundärmetaboliten der zur Gruppe der Flavonoide gehört.

## Taxonomie
Die Art wurde zuerst 1850 von Karl Sigismund Kunth, nach Pflanzen aus Japan, unter dem Namen Heterosmilax japonica wissenschaftlich beschrieben, dies ist die Typusart der (ehemaligen) Gattung Heterosmilax. 1878 beschrieb sie Alphonse Pyrame de Candolle nach Pflanzen aus Assam als Heterosmilax indica. Weitere alte Synonyme sind Smilax stemonifolia H. Léveillé & Vaniot (1905, aus Hongkong), Smilax planipedunculata Hayata (1911, aus Taiwan), Heterosmilax arisanensis Hayata (1915, aus Taiwan), Heterosmilax raishaensis Hayata (1920, aus Taiwan), Heterosmilax tsaii F. T. Wang & T. Tang (1936, aus Yunnan).
Im Jahr 2013 fanden Zhechen Qi und Kollegen in einer phylogenomischen Arbeit, durch Vergleich homologer DNA-Sequenzen, heraus, dass Heterosmilax nicht, wie bis dahin gedacht, Schwestergruppe von Smilax ist, sondern in diese eingeschachtelt; die Anerkennung einer Gattung Heterosmilax würde diese also paraphyletisch machen. Dementsprechend stuften sie Heterosmilax zu einer Sektion innerhalb der Gattung Smilax herab, was weithin akzeptiert wurde. Als taxonomische Konsequenz ihrer Arbeit kombinierten sie 2013 die ehemaligen Heterosmilax-Arten um und kamen so zu der Kombination Smilax japonica (Kunth) P.Li & C.X.Fu. Allerdings hatten sie dabei übersehen, dass bereits der amerikanische Botaniker Asa Gray im Jahr 1858 eine Smilax japonica beschrieben hatte (heute ein Synonym von Smilax china L.), was ihren Namen zu einem (illegitimen) jüngeren Homonym macht. Auch der nächstältere Name von De Candolle stand nicht zur Verfügung, da Nicolaas Laurens Burman 1768 eine Smilax indica beschrieben hatte (heute synonym zu Smilax zeylanica L.). 2018 schlug daher der thailändische Botaniker P.Kladwong mit Kollegen als Ersatznamen Smilax goeringii Kladwong, Chantar. & D.A. Simpson vor. Auch dieser Name hatte allerdings keinen Bestand, da ältere Synonyme zur Verfügung standen. 1900 hatte Otto Warburg eine Art Smilax bockii neu beschrieben, von der Henry J. Noltie vom Royal Botanic Garden Edinburgh 1994 herausgefunden hatte, dass es sich um ein Synonym von Heterosmilax japonica handelte. Da es sich um das älteste Synonym handelte, wurde dies nun zum validen Namen der Art. Dadurch ist Otto Warburg heute formal der Erstbeschreiber.